# Fjodor Mihajlovics Dosztojevszkij
Fjodor Mihajlovics Dosztojevszkij (Фёдор Михайлович Достоевский, kiejtéseⓘ) (Moszkva, 1821. november 11. – Szentpétervár, 1881. február 9.) orosz író. Az orosz irodalom és az egész világirodalom mindmáig legnevesebb képviselőinek egyike, a 19. századi orosz irodalom felemelkedésének kulcsfigurája, az úgynevezett filozófiai-ideológiai regény műfajának megalkotója, a lélektani regény mestere, a pszichológia alapjainak egyik lefektetője. Naplójában emellett mélyrehatóan foglalkozott társadalomfilozófiai és geopolitikai kérdésekkel is, az orosz „talajosság” és az eurázsianizmus egyik első művelője volt.

## Élete

### Gyermek- és ifjúkora (1821–1844)
Családja a 16. századi délnyugat-oroszországi nemesség sorából való, Dosztojevo falu birtokosai voltak, akik később elszegényedtek. Apja, Mihail Andrejevics Dosztojevszkij fösvény és goromba katonaorvos volt, anyja Marija Nyecsajeva romantikus ábrándozó nő, akit a férje állandó féltékenységével üldözött. Szigorú családi légkör uralkodott a házban az apa miatt. Fjodor Mihajlovics második gyermekként született, hét testvére volt. Bátyja volt Mihail Mihajlovics Dosztojevszkij, aki szintén író, műkritikus lett. 1837-ben vesztették el anyjukat, és ekkor a család is széthullott.
1837 májusában az apa úgy döntött, hogy két legidősebb fiát a Hadmérnöki Intézetbe küldi, így került Fjodor Mihajlovics Szentpétervárra. A szigorú katonai intézményben komor, zárkózott emberré vált, elhagyta régi jókedve, de ennek ellenére az iskolaévek alatt rengeteget tivornyázott, szórta a pénzt, kölcsönöket vett fel, a tékozló fiú életét élte. Közben apját, aki akkor már erősen rászokott az italra, parasztjai egy konfliktus során agyonverték. Ezután gyámjuk Dosztojevszkij sógora lett. Az írót 1841. augusztus 5-én tisztté avatták. 1843-ban végre elvégezve az Intézetet mérnökhadnagy lett, s műszaki rajzolóként tevékenykedett. 
1844 júniusában és júliusában – a Repertuar i Panteon folyóiratban – megjelent Balzac Eugénie Grandet regénye Dosztojevszkij fordításában.

### Irodalmi fellépése és fogadtatása (1844–1849)
Első munkája megjelenése után lemondott állásáról, és romantikus olvasmányai hatására írni kezdett. Állás és támogatás nélkül, szinte nyomorban tengődött első munkája, a Szegény emberek (1845) megírása közben, mely Belinszkijhez, a kor tekintélyes kritikusához eljutva sikert aratott, és ennek kezdeti mámora magával ragadta Dosztojevszkijt. Írói tervei szerint azonban már a pszichikum mélyébe kívánt hatolni…
Hamarosan elkészült újabb regényével, A hasonmással (1846), amelyet azonban már csalódottan, hűvösen fogadott a kritika. Akárcsak következő művét, A háziasszony című elbeszélést. A kritikus kezdeti elragadtatása támadásba torkollott, mivel eltért gondolkodásuk Istenről, az ész mindenhatóságáról, az irodalom szerepéről. Turgenyev, Nyekraszov és mások is heves támadásokat intéztek ellene.
Egyetlen ifjúkori szerelme a gyönyörű J. J. Panajeva volt, de emiatt is gúnyolódások érték. Mindemellett beteges állapotban élt és érzékenység gyötörte. Azonban nem kisebb kortársakkal kellett pályára lépnie, mint Goncsarov, Herzen vagy Turgenyev. Csalódott az irodalomban, mint mesterségben, melyből meg kellett volna élnie, de valójában csak nyomor jutott neki osztályrészül. Ekkoriban jelentéktelenebb írásai születtek, mint az Idegen feleség, a Féltékeny férj című novellák, a Regény kilenc levélben című humoreszk, a Polzunkov (anekdota), A gyenge szív, illetve a Karácsonyfa és esküvő (szatíra).
1849-ben önvizsgálatot kezdett, s belefogott első nagyobb regényébe, a töredékben maradt Nyetocska Nyezvanovába.
Dosztojevszkijt anyagi és morális sorsa arra kényszerítette, hogy alaposabban körülnézzen és politika-filozófiai gondolatait megfogalmazza. I. Miklós idején a vezető értelmiségre a rezsim nyílt ellenszenvvel tekintett, a cenzúra keményen lecsapott a gondolkodókra. „A filozófia hasznát még senki sem bizonyította be, kárt viszont okozott” – tartotta Uvarov népművelési miniszter. Az író a Petrasevszkij-kört látogatta, amelyben a pétervári tisztikar és értelmiség csoportosult, s melynek radikálisabb tagjai kisebb csoportot hoztak létre, hogy titkos nyomdát készítsenek tiltott politikai röpiratok terjesztésére. A terv nem valósult meg, mivel 1849 tavaszán a rendőrség – miután huzamosabb ideig figyelte a társaság tevékenységét – lecsapott a csoportra. Dosztojevszkijt is letartóztatták.

### Várfogsága, halálos ítélete és száműzetése (1849–1860)
Az írót letartóztatása után a Péter-Pál erőd Alekszej-sáncába vitték. Kihallgatásban írta meg a Kis hős című elbeszélését. December 22-én a főhadbíróság halálra ítélte, a kivégzésen oszlophoz kötötték, de végül négy év kényszermunkára változtatták büntetését. Feleségének később így emlékezett: „Mennyire szerettem volna élni, Istenem!… És egyszerre csak a takarodó kürtjele harsant. Felfigyeltem. Társaimat eloldozták az oszlopoktól, visszavezették őket, és felolvasták az új ítéletet: engem négy év kényszermunkára ítéltek. Soha nem volt boldogabb nap életemben!”.
1850. január 23-án már Omszkban volt. A büntetés indoka: „Mivel részt vett bűnös tervekben, terjesztette Belinszkij író levelét, amely tele van arcátlan kifejezésekkel, melyek az ortodox egyház és a legfelsőbb hatalom ellen irányulnak, és mert másokkal együtt kísérletet tett, hogy házi nyomda segítségével kormányellenes műveket terjesszen.”. A legnehezebb munkákat kapta (gipszkőégetés, téglahordás), közben újraértékelte életét, hinni kezdett saját bűnösségében is. Miljukov kritikus szerint az író „hálás volt a sorsnak, amiért a száműzetés révén megismerhette az orosz embert, s ezenközben jobban megismerhette önmagát.”. Új írói élményanyaggal gyarapodott.
Az író a csodavárás izgalmával tekintett II. Sándor cár uralkodásának elébe. 1854. március 2-án besorozták közkatonának egy szemipalatyinszki erődbe. Ám vissza akart térni az irodalmi életbe, így nehezen viselte a katonaéletet. Epilepsziája is egyre súlyosbodott, 35 évesen egyre többször rohamok gyötörték, viselkedése végletessé vált. Közben beleszeretett Marija Dmitrijevna Iszajevába, akit három évi udvarlás után, 1857-ben vett feleségül Kuznyeckben. A nő 1864-ben tüdővészben elhunyt.
Az 1850-es évek első írói termésével még nem sikerült visszakapaszkodnia az irodalmi életbe. A nagybácsi álma és a Sztyepancsikovo falu és lakói kisregények nem hoztak sikert számára. 1858-ban azonban visszakapta rangját és nemesi jogait, s kérte elbocsátását a seregből, majd 1859-ben végre visszatért Pétervárra.

### Újra az irodalomban – a Vremja és az Epoha (1860–1866)

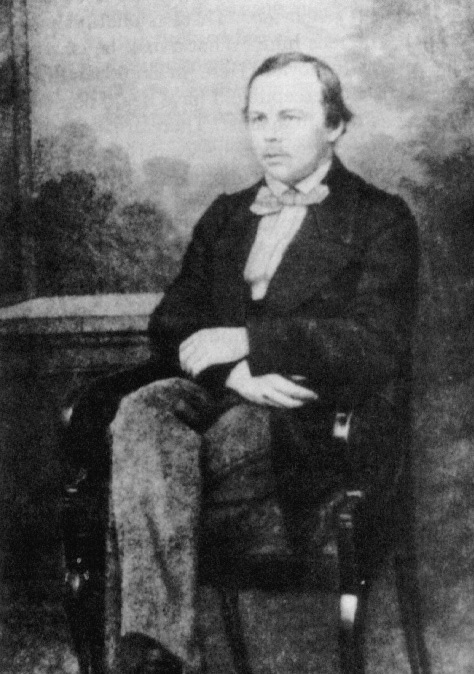
Dosztojevszkij a száműzetésből való hazatérése után

Az író a nagyvárosban újra bekerült az irodalmi- és közéletbe. Bátyja, Mihail tehetős üzletemberként engedélyt kapott a Vremja (Idő) című, sokoldalú folyóirat kiadására, így az író lehetőséget kapott a kiadóktól való függetlenedésre. Az első évben már óriási sikert aratott a vállalkozás, amelyben teret kaptak az új elképzelések, s Dosztojevszkij hangot adhatott Oroszország lehetőségéről az ún. „talaj-elméletben”:
„Továbbra is meg vagyunk győződve arról, hogy társadalmunkban nem kerülhet sor semmiféle haladásra mindaddig, amíg magunk nem válunk teljesen orosszá. … Lehetséges, hogy az orosz eszme lesz a szintézise mindazon eszméknek, amelyeket Európa oly szívósan, olyan hősiesen fejleszt egy-egy népben… Az osztályok kölcsönös ellenségeskedése nálunk szintén nem következhet be, nálunk az osztályok éppen ellenkezőleg, összeolvadnak.”
1862-ben két és fél hónapos utat tett Nyugat-Európában, bejárta Németországot, Svájcot, Ausztriát, Franciaországot, Olaszországot. Utazásai során a társadalmat, az embereket figyelte meg. Hazatérve megjelentette különös művét, a Téli jegyzetek nyári élményekről útirajzot, melyben csalódásait örökíti meg. Elmélete nem aratott osztatlan sikert, éles vitába került a Szovremennyik (Kortárs) című lappal és Katkov kormánypárti lapjával, a Russzkij Vesztnyikkel (Orosz Hírmondó). A sajtóvita hamarosan személyeskedő csatározásokká vált. 1861-ben megjelent Dosztojevszkij esztétikai cikke, amelyben elhatárolódott a „tiszta művészet” képviselőitől és az irodalomból közvetlen hasznot húzni kívánóktól: „Hiszünk abban, hogy a művészetnek megvan a maga sajátos, egyedi, organikus élete, és következtetésképpen megvannak a maga alapvető és megváltoztathatatlan törvényei is. A művészet ugyanolyan szükséglet az ember számára, mint az evés, ivás. A szépség és az azt megtestesítő alkotás vágya elválaszthatatlan az embertől, enélkül jószerivel nem sok örömet talál a földön. Az ember megkívánja, megtalálja és befogadja a szépséget minden feltétel nélkül, csak azért, mert szépség, és áhítattal leborul előtte, nem kérdezi mire használható, és mit lehet rajta vásárolni.” (– bov úr és a művészet kérdései, részlet). Ennek alapján elítélte Zola és Gleb Uszpenszkij naturalizmusát is.
Ezután született meg, szinte párhuzamosan a Megalázottak és megszomorítottak regénye (1862), és a Feljegyzések a holtak házából (1860–1864). Utóbbi alkotása elismerést szerzett, a baloldali lapok és az amúgy az íróért nem lelkesedő Tolsztoj is méltatták. „Nem ismerek jobb könyvet az egész orosz irodalomban…” – írta Lev Tolsztoj.
1863-ban a Vremjára lecsapott a cári kormányzat, mert egy cikk nem kedvező hangon foglalt állást a lengyel hadjárat kapcsán. A cikkíró Nyikolaj Sztrahov és a Dosztojevszkij testvérek végül a betiltás után új lapot indíthattak Epoha (Korszak) címen. A lap hanyag szerkesztése, az állandó késés elriasztotta az előfizetőket, Mihail halála után az Epoha összeomlott és Fjodor Mihajlovics 15 000 rubel tartozással súlyos anyagi válságba került.
Pétervárra való visszatérése után máshol keresett vigasztalást, először Alekszandra Schubertbe szeretett bele, de a nő elutasította, majd Marfa Braun került útjába, aztán az író átélte leggyötrelmesebb szerelmi kapcsolatát Apollinarija Prokofjevna Szuszlova oldalán. Polina egy eszményi hősbe szeretett bele, a híres íróba, aki 20 évvel idősebb volt nála, ám csalódott benne. 1863 augusztusában Párizsba utaztak, ahol a nő megcsalta, majd egymás mellett unatkozva Torinóba utaztak tovább. Polina alakja fennmaradt A játékos, az Ördögök, A kamasz és A Karamazov testvérek női hősnőiben, boldogtalanságot okozó asszonyaiban. 1864-ben az író felesége betegágyánál megírta egyik furcsa alkotását, ez volt a Feljegyzések az egérlyukból. Csak értetlen kritika fogadta, egyébként visszhangtalanul maradt a mű.
1866-ban jelent meg másfél évtizedig érlelődött regénye, a Bűn és bűnhődés. A maga korában nem volt osztatlan sikere: bár az olvasók között hamar népszerű lett, a hivatalos kritika kedvetlenül fogadta, vagy éppen elutasította. A már negyvenöt éves író ezzel a művével új fejezetet nyitott a világirodalomban, a regény fejlődésében.
1864-ben Marija Dmitrijevna halála után Dosztojevszkij megkérte egy arisztokrata nő, Anna Korvin-Krakovszkaja kezét, aki kikosarazta. Több katasztrófa után a következő negatív, tönkretevő élménye a rulettasztal mellett eltöltött időszak, mely élményanyagot biztosított A játékos megalkotásához, az író legolvasottabb regényének megírásához.

### Házassága, külföldi tartózkodása (1866–1880)
1866 elején Dosztojevszkij már kilátástalanul tengődött, s magára vállalta bátyja váltóit is. A játékos című művét egy Sztellovszkij nevű uzsorás kiadó megbízásából huszonöt nap alatt kellett megírnia, így küldtek hozzá egy gyorsírónőt, Anna Grigorjevna Sznyitkinát, akinek 1866 novemberében szerelmet vallott. A nő hozzáment a nála huszonöt esztendővel idősebb íróhoz, s már mint Dosztojevszkaja elkezdte rendbehozni férje magánéletét. Anna Grigorjevna összegyűjtötte Dosztojevszkij vázlatait, feljegyzéseit, kéziratait, leveleit. Feláldozta teljes hozományát a hitelezők kifizetésére, s rábeszélte az írót, hogy menjenek külföldre, ahol négy évet töltöttek el (Drezda, Bázel, Genf, Vevey, Bologna, Prága).
1867-ben az író összeveszett Turgenyevvel, mert az egy művében (Füst) Európát Oroszország elé állította eszményképnek. Dosztojevszkij hamarosan Ördögök című regényében örökítette meg Turgenyevet mint tehetségtelen és kozmopolita írót.
Mivel azonban külföldön honvágya volt s unatkozott, ezért sokszor a ruletthez menekült, ahol ismét óriási pénzösszegeket veszített el. Bár többször megfogadta, hogy végleg felhagy a játékkal, végül csak 1871-ben győzte le szenvedélyét. Közben elvesztette első, háromhónapos leányát, Szonját (1868, Genf), majd megszületett második leánya, Ljubov (1868) és fia Fjodor (1871, Oroszország). 1871. július 8-án a család visszatért Pétervárra.
Külföldi útján szellemi fejlődésében jelentős élmények érték, s átértékelte, továbbfejlesztette filozófiai, politikai, és művészetről alkotott nézeteit: Európa lezüllik s majd Oroszországnak kell példát mutatnia, megadnia a hitet, felmutatni egy tiszta Krisztus-képet. Messianizmusa mellett azonban hisz abban, hogy a népet fel kell világosítani és anyagi jólétet teremteni neki, és hogy az orosz nép a cári renddel az élén képes az emberiség megújítására. A cárnak is igyekezve elmondani ezeket az elveit, a trónörökös nevelője lett. 1869-ben befejezte egyik érdekes alkotását, A félkegyelműt „az eszményi szépségű ember” eljöveteléről, melyben ugyancsak e messianizmusba vetett hite fogalmazódik meg. A kritika teljes értetlenségével találkozott az új alkotás, jóval később Mihail Mihajlovics Bahtyin fedezte fel a mű többszólamúságának újdonságát. Nemcsak a kritikusok, de olvasói sem nőttek fel hozzá. Az 1860-as évek végén az író nekilátott egy monumentális regényciklus kidolgozásához, amelyből azonban végül három különálló mű született, s a nagy terv nem valósult meg. Helyette létrejött az Ördögök, A kamasz és A Karamazov testvérek. S közben született meg Az örök férj (1870–71), három hónapig írt kisregénye is.

### Utolsó évei – megnyugvás, munka, próféciák (1872–1881)
A hazatérő írót hitelezők zaklatták, fenyegették, de Anna Grigorjevna nem tűrte sokáig ezt az állapotot s elkezdett tárgyalni velük. Kezébe vette férje műveinek kiadását is, így az 1870-es évekre felszámolta a család adósságát, megszüntette a válsághelyzetet Dosztojevszkij életében. Az írónak így több ideje jutott alkotásra, gyakran vállalt fellépéseket, előadásokat. A kiadók általában rosszul fizették, szorult helyzetét kihasználva.

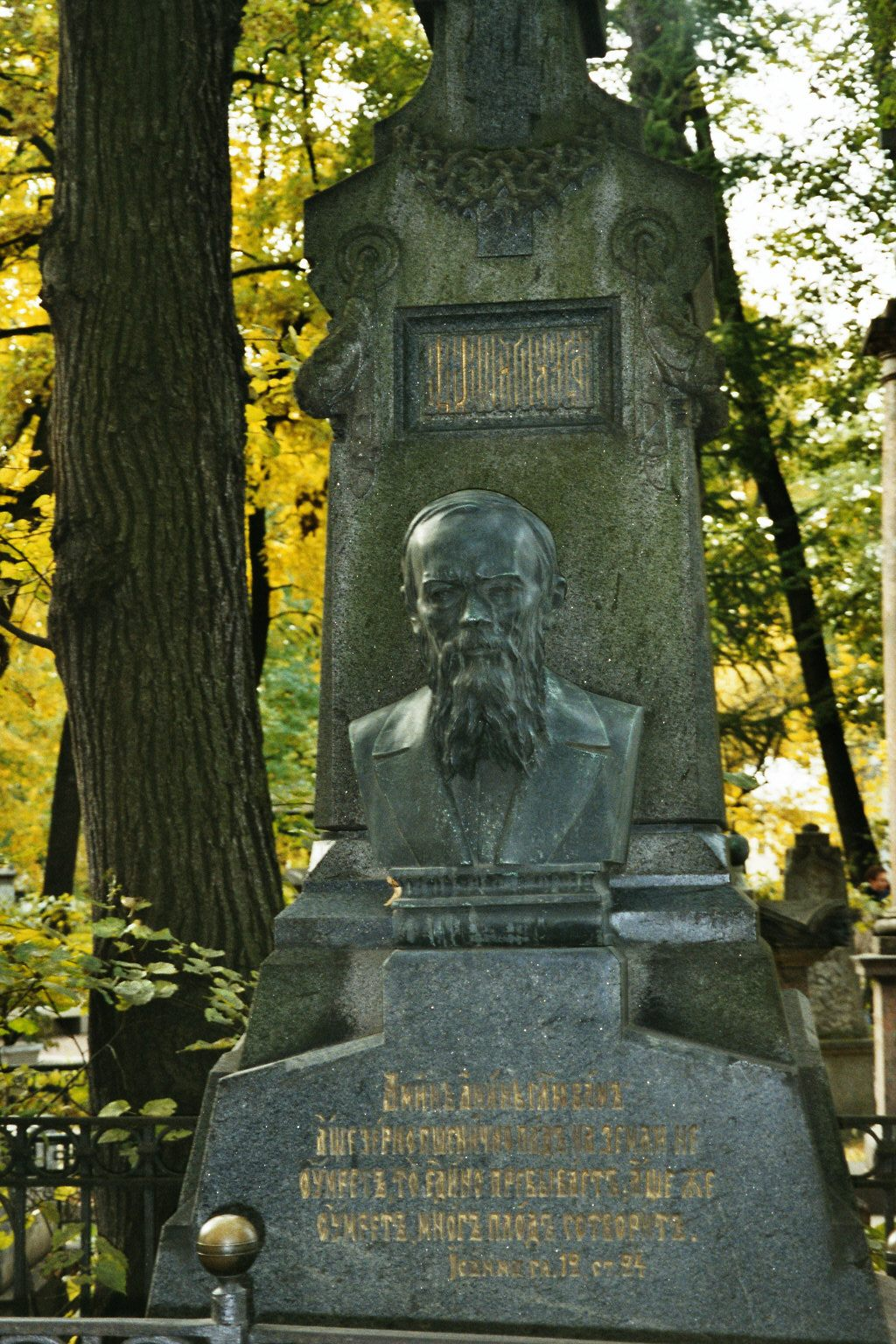
Dosztojevszkij síremléke a kolostor temetőjében

Az 1870-es években új világkép formálódott meg benne, s egy monumentális világkatasztrófa sejtelmei rajzolódtak ki előtte, a hazatérte utáni oroszországi változásoknak visszatükröződéseként. Ezt Az író naplója című munkájában fejtette ki részletesen, melyet egy félhivatalos lapban, a Grazsdanyin-ban (Polgártárs) tett közzé. Az újságban ezért más munkákat is vállalt, amelyek nagy felelősséget jelentettek számára, s az alkotás idejéből vettek el. Így 1874-ben befejezte az újságszerkesztési feladatokat, s elhagyta a lapot. A Napló azonban váratlan népszerűséghez juttatta, az emberek, az olvasók állandóan leveleikkel ostromolták.
1873-ban Dosztojevszkij ismét regényen dolgozott, egy baloldali folyóirat, az Otyecsesztvennije Zapiszki (Hazai jegyzetek) jelentette meg A kamasz című alkotását.
Életének utolsó éveit kemény munkával töltötte, s közben külföldön is kezelték. Még több írásmű terve fogalmazódott meg benne, s népszerűsége is ekkor nőtt meg igazán. Sokan keresték fel személyesen, s ő is sok fellépést, olvasóestet vállalt el. Élete utolsó meghatározó élménye a moszkvai Puskin-szobor avatási beszédének megtartása volt, melyben felszólította kortársait, hogy az európai minták követése helyett Oroszország sorsának javításán gondolkodjanak, s összefogásra buzdított. Utolsó programja volt ez.
Az író 1881. január 28-án este súlyos tüdőtágulatban hunyt el, s Szentpéterváron az Alekszandr Nyevszkij-kolostor temetőjében helyezték örök nyugalomra. Temetése eseményszámba ment, rengetegen jelentek meg, hogy utolsó útjára elkísérjék. Sírkövén a Karamazov testvérekből vett sorok olvashatók: „ha a földbe esett mag el nem hal, csak egymaga marad; ha pedig elhal, sok gyümölcsöt terem.” – (Eredetileg az Újszövetség-ből vett idézet, János evangéliuma 12,24).

## Alkotói magatartása, újításai
Dosztojevszkij önmagát a realista írók közé sorolta, de – bár a valóságból indult ki – mélyebb értelmet keresett benne. „Sohasem meríthetjük ki a teljes jelenséget, nem juthatunk el a kezdetéig és végéig… Az igazság fantasztikusabb mindannál, amit az emberi agy fel tud tételezni és el tud képzelni”. Szakít a hagyományos realista ábrázolással, elmarad a nyugodt bevezetés, vagy a szereplők fejlődésrajza, helyette új lélekábrázoló módszereket vezet be. A hangsúlyt a hősök belső vívódásaira helyezi át, megteremti a filozofikus-ideológiai regény új típusát.
Szakítva a hagyományos realista ábrázolásmóddal, a formális cselekményről a hangsúlyt a hősök belső állapotára, lelkük legmélyebb rétegeinek feltárására, vívódásaikra, az egyes emberekben megfogamzó különböző és ellentétes gondolatok, eszmék összecsapásaira helyezte át. Bemutatta, hogy az emberi lélek nem racionális természetű: kibogozhatatlan folyamataiban a legellentétesebb dolgok is megférnek. A ritka pillanatok, a valószínűtlen jelenségek mindennapos voltára is felhívja a figyelmet. „Ars poeticája: Teljes realizmus mellett megtalálni az emberben az embert…”
Írásaiban a hősök tudatában lejátszódó események megrajzolásával már a 20. század szabadon áramló tudatfolyamát, a szabad asszociációk világát vetíti előre. Vázlatai árulkodnak hősei sok gondolkodást igénylő megalkotásának folyamatáról, s arról, hogy először egy vezérmotívumot kitalálva aköré építette fel magát a művet. A jó tervet tartotta hozzá a legfontosabbnak. Félt a középszerűségtől, elkészült műveivel sosem volt elégedett.

## Társadalomfilozófiai, geopolitikai nézetei
Dosztojevszkij igen nagy jelentőséget tulajdonított publicisztikai tevékenységének is. Oroszország válságos éveiben, a vesztes krími háború után, a II. Sándor trónralépésével (1855) induló reformok, köztük az 1861-es jobbágyfelszabadítás időszakában különösen aktívan foglalkozott írásaiban társadalomfilozófiai, politikai kérdésekkel. Ezeket az írásait összegyűjtve Az író naplója címmel 1873-ban a Grazsdanyin című hetilapban közölte, majd azok önálló kiadványként is megjelentek 1876–77-ben, valamint 1880–81-ben is.
A Grigorjevvel együtt kiadott Vremja című folyóirat előfizetőinek szóló ajánlásában a következőket írta: „Végre meggyőződtünk arról, hogy mi szintén külön nemzet vagyunk, sőt jelentős mértékben autochton nemzet, és az a feladatunk, hogy formát teremtsünk magunknak, még pedig saját, hazai formát, amely a mi talajunkból fakad”. Fő küldetését ekkoriban abban látta, hogy békét teremtsen a két tábor, a szlavofilek és a nyugatosok között. Cikkeiben többször foglalkozott a népiség kérdésével, és kötelezőnek értékelte az „alázatot” a néphez való viszonyban, mivel a néplélek a „magasrendű igazság” őrzője.
A Vremja és az Epoha lapjain jelent meg az a gondolata, hogy az orosz nép missziója a különböző népek összebékítése. Ez az elképzelés lett az alapja az 1880-as híres Puskin-beszédének. Moszkvában 1880 júniusában többnapos Puskin-ünnepség zajlott, a költő szobrának felavatása alkalmából. Az Orosz Irodalom Kedvelőinek Társasága ünnepi ülésén Dosztojevszkij beszédében a „talajos” eszmerendszer szempontjából értelmezte át Puskin művészetét, majd kifejtette gondolatait az Oroszország küldetéséről, ami szerinte abban áll, hogy a szeretet erejével, az „össz-emberi orosz lélekkel” kibékítse Európa ellentmondásait.
Dosztojevszkij geopolitikai nézeteit naplóiból lehet megismerni, ezek gyakran szélsőségesen nacionalisták és szükségesnek tartják az Orosz Birodalom terjeszkedését, háború árán is. „Talajos” nézetei helyenként már az eurázsianizmus kezdeteinek is tekinthetők. A szlavofilekkel sok mindenben nem ért egyet: 

„ ... ezek a szláv önállóságok a mai formájukban politikailag hiúk és ingerlékenyek, mint a tapasztalatlan és az életet nem ismerő nemzetek... Nem lesznek Oroszországnak és soha nem is voltak olyan gyűlölői, irigyei, rágalmazói, sőt nyílt ellenségei, mint ezek a szláv törzsek lesznek valamennyien, mihelyt Oroszország felszabadítja őket, Európa pedig hozzájárul felszabadítottként való elismerésükhöz”

– Siselina 22. o.

Egyetért azonban a szlavofilekkel abban, hogy Oroszországnak meg kell kapnia Konstantinápolyt és a szorosokat, mert szüksége van kijáratra a Földközi-tengerre és a Fekete-tengernek orosz beltengerré kell válnia. E célok elérése érdekében üdvözítőnek tartja a háborút, ami jobbá teszi a nemzet szellemét, kiemeli a népet tespedtségéből.
Dosztojevszkij gyakran ír arról naplójában, hogy Európa mennyire nem ismeri, nem szereti, nem fogadja el Oroszországot. Egyik utolsó naplójában egyenesen azt javasolja, hogy Oroszország egy időre vonuljon ki Európából, ebből a „szellemi Egyiptomból”, és összpontosítson Szibéria és az orosz Távol-Kelet térségei lehetőségeinek kihasználására, ami jóval többet hozna az oroszoknak, mint önnön jelentőségük állandó védelmezése Európában. Eszerint Európa sokkal szívesebben fogadná be saját közösségébe a belső egységében és az Urálon túli területekkel megerősödött Oroszországot.

## Tolsztoj és Dosztojevszkij
Az orosz irodalom két óriása sohasem találkozott egymással. Kölcsönösen távolról figyelték egymás munkásságát, de gondolatilag és művészileg is különbözőek voltak elképzeléseik.
Tolsztoj szerint alakjai és a párbeszédek mesterkéltek. Elítélte művészi „rendetlenségét” és orosz messianizmusát. Dosztojevszkij épp a túlzott rendet, a lassan hömpölygő, hosszú műveket nem kedvelte Tolsztojtól, illetve az általa megrajzolt, többnyire arisztokrata világot. Kortársát „történelmi írónak” tartotta.

## Művei
- Szegény emberek (1845) – levélregény, az első kísérlet a társadalmi regény megteremtésére, addig ismeretlen lélekábrázolással jelentkezik az orosz irodalomban.
- A hasonmás (1846) – kisregény, a hős önmegismerésére fekteti a hangsúlyt, sajátos szerkesztésmódja újdonság jellegű.
- A gazdasszony vagy A háziasszony (1847) – hőse a tudományban keres menekülést az emberektől való elkülönülés lehetőségére. De egy szerelem lázálma összefüggéstelenné teszi a történetet.
- Nyetocska Nyezvanova (1849) – regénytöredék, extrém hősének, egy művészkislánynak néhány vonása már megelőlegezi a későbbi eszmehősök figuráját.
- Téli jegyzetek nyári élményekről (1862) – útirajz az író nyugat-európai útjáról és felhívás arra, hogy Oroszországnak saját útját kell járnia a fejlődésben, a Nyugatot nem szabad utánoznia. Hisz benne, hogy eljön a pillanat, mikor Európa jár majd Oroszország nyomdokában.
- Megalázottak és megszomorítottak (1861) – regény schilleri történettel, az Ármány és szerelem tragédiája tér vissza a műben. Megteremti saját képmására nagy gonosz hőseinek elődjét, Valkovszkij herceget. Előkerül az egyetemes probléma felvetése.
- Feljegyzések a holtak házából (1860–64) – önéletrajzi mű, fegyházi napló az író szibériai élményeiről, a börtönélet nyomasztó világának szenvtelen ábrázolása, a börtönpszichológia rajza.
- Feljegyzések az egérlyukból (1864) – kishivatalnok hőse megfigyeli a világot, ez az ember magára vállalja a bíráskodást a világról, de maga is része, csak lemaradt a tolakodásban. Hatása nagy, követőkre akad Kafka, Camus és Sartre művészetében.
- Bűn és bűnhődés (1866) – lélektani elemekkel átszőtt bűnügyi- és fejlődésregény, az író egész addigi munkásságának gondolati és művészeti szintézisét teremti meg e műben.
- A játékos (1866) – regény, filozófiailag nem túl mély, de népszerű írás, szórakoztató jellegű történet a szerencsejáték világáról. Megrajzolja a külföldön tartózkodó oroszok költekező, gyökértelen életmódját.
- A félkegyelmű (1868) – regény Miskin hercegről, egy „nem e világból származó” emberről, a messianisztikus szemlélet szépirodalmi kifejtése, a polifonikus látásmód megjelenése a regényirodalomban.
- Ördögök (1871–72) – regény, melynek egy Európa-szerte szenzációt keltő politikai per adja a cselekményét. Detektívsztoriból azonban „az orosz értelmiség tragédiájává növekedik.” (Bakcsi, 138. old.)
- Az író naplója (1873–1881) – szépirodalmi műveket, műfaji kísérleteket is tartalmaz, benne: Egy nevetséges ember álma, A szelíd teremtés (1876). Legnépszerűbb része önéletrajzi emlékezése szibériai viszontagságaira.
- A kamasz (1875) – regény, egy ifjú önvallomása, aki nem tud különbséget tenni lényeges és lényegtelen között. Rendkívül sokat foglalkozik a kor időszerű politikai eseményeivel. Hőse saját eszméjének kívánja szentelni magát, milliomos akar lenni, hogy megszerezze és élvezze a hatalmat. De kudarcai után letesz szándékáról, s pénzét inkább elveri.
- A Karamazov testvérek (1879–80) – az író utolsó nagy regénye, amelynek története egy apagyilkosság körül forog. Az ember fizikai, szellemi, értelmi és erkölcsi arcát ábrázolja a három testvérben.

## Magyar fordítói
- Timkó Iván, Szabó Endre, Trócsányi Zoltán, Faludi Iván, Institoris Irén, Wessely László, Görög Imre, G. Beke Margit, Makai Imre, Szőllősy Klára, Grigássy Éva, Vári Erzsébet

## Magyarul megjelent művei

### 1919-ig
- Dosztojevszkij Fedor: A játékos. Orosz regény; Pallas, Bp., 1888 (Pallas-könyvtár)
- Dosztojevszkij M. Tódor: Fehér éjszakák / Szende; Singer-Wolfner, Bp., 1888 (Egyetemes regénytár)
- Dosztojevszkij M. Tódor: Raszkolnikov. Bűn és bűnhődés. Regény, 1–3.; ford. Szabó Endre; Singer-Wolfner, Bp., 1888
- Fjedor Mihajlovics Dosztojevszkij: Katalin. Elbeszélés; Országgyűlési Értesítő Ny., Bp., 1893 (A Magyar Újság regénycsarnoka)
- F. M. Dosztojevszky: Egy halottas-ház emlékiratai. Regény, 1–3.; ford. Timkó Iván; Athenaeum, Bp., 1897 (Az Athenaeum olvasótára)
- Dosztojevszkij M. Tódor: Raszkolnyikov. Bűn és bűnhődés. Regény. Bródy Sándor tanulmányával, 1–2.; ford. Szabó Endre; Vass József, Bp., 1900
- Dosztojevszkij M. Tivadar: A játékos naplója. Regény; ford. Szabó Endre; Lampel, Bp., 1900 (Magyar könyvtár)
- Fedor M. Dosztojevszkij: A játékos. Regény; Magyar Hírlap, Bp., 1901
- Fedor Dostojevszky: Egy kényes történet; ford. Kéméndyné Novelly Riza; Sachs, Bp., 1904
- Dosztojevszkij M. Tivadar: Az ördöngősök. Regény, 1–5.; Légrády Testvérek, Bp., 1909 (Legjobb könyvek)
  - (Ördögök, Megmételyezettek címen is)
- A félkegyelmű, 1–2.; ford. Szabó Endre; Révai, Bp., 1910–1911 (Klasszikus regénytár)
- Dosztojevszkij M. Tivadar: A nagybácsi álma; ford. Szabó Endre; Politzer, Bp., 1911 (Modern könyvtár)
- Fedor Dosztojvszkij: A kicsike / Két férfi az ágy alatt. Két regény; Athenaeum, Bp., 1918 (Olcsó regény)
- Dostojevski: Egy bolond história; Légrády Ny., Bp., 1918
- Dostojewski: Fehér éjszakák. Egy álmodozó emlékei. Érzelmes regény; Koszorú, Bp., 1919 (A legszebb regények és elbeszélések olcsó kiadásban)
- Szegény emberek; ford. Trócsányi Zoltán; Révai, Bp., 1919 (Klasszikus regénytár)
- A nagyváros homályából. Regény; ford. Pajzs Elemér; Világirodalom, Bp., 1919 (Világirodalom)
- A zsidókérdés; Pallas Ny., Bp., 1919 (Társadalmi problémák)

### 1919–1944
- Dostojevskij: Sztyepancsikovo és lakósai / Ostoba eset; ford. Szabó Endre, Munkácsy Mihály, bev. Lazicius Gyula; Révai, Bp., 192? (Dostojevskij összes munkái)
- Három orosz fiú története; Dosztojevszkij A Karamazov testvérek c. regényéből a serdültebb ifjúság számára átdolg. Oreszt Miller, ford. Faludi Iván; Világirodalom, Bp., 192?
- Megalázottak és megszomorítottak, 1–2.; ford. Szabó Endre, bev. Bonkáló Sándor; Révai, Bp., 1920
- Fedor Mihajlovics Dostojevszky: Az örök férj; ford. Trócsányi Zoltán; Heller Ny., Bp., 1920 (Világirodalom könyvtár)
- Sztjepancsikovo és lakósai; ford. Trócsányi Zoltán; Genius, Bp., 1921 (Nagy írók – nagy írások)
- Dostoevskij: A burzsoá; ford. Bolgár Imre; Bécsi Magyar Kiadó, Bécs, 1921 (Barna könyvek)
- Dosztojevszki: Az idegen úr az ágy alatt. Két külön történet egy féltékeny férj kalandjairól; ford. Bónyi Adorján; Pegasus, Wien, 1921 (Modern regényírók)
- Golyadkin úr hasonmása; ford. Szabó Endre, bev. Benedek Marcell; Révai, Bp., 1922 (Dosztojevszkij összes munkái)
- A névtelen; ford. Kiss Dezső; Genius, Bp., 1922 (A regényírás művészei)
- Karamazov testvérek, 1–3.; ford. Szabó Endre, bev. Földi Mihály; Révai, Bp., 1922
- Dostojevski: A főinkvizítor; ford. Sima Elemér; Fischer, Wien, 1922 (Klasszikus írások)
- Puskin; ford. Nil; Kultúra, Bp., 1922 (Kultúra Könyvtár)
- A kétéltű Goljadkin; ford. Trócsányi Zoltán; Genius, Bp., 1922 (A regényírás művészei)
- A siheder, 1–3.; ford. Trócsányi Zoltán; Genius, Bp., 1923 k. (Közművelődési könyvtár)
- Pétervári írások; Világirodalom, Bp., 1923 (Világirodalom könyvtár. Új sorozat)
- Megmételyezettek, 1–2.; ford. Szabó Endre, bev. Schöpflin Aladár; Révai, Bp., 1923
  - (Ördögök, Ördöngősök címen is)
- Emlékiratok a holtak házából; ford. Szabó Endre, bev. Kárpáti Aurél; Révai, Bp., 1923
- A kis hős. Ismeretlen emlékiratokból; ford. Trócsányi Zoltán; Genius, Bp., 1923 (A regényírás művészei)
- A játékos; ford. Szabó Endre, bev. Földi Mihály; Révai, Bp., 1924 (Dosztojevszkij összes munkái)
- Fehér éjszakák / A gyönge szív; ford. Trócsányi Zoltán; Genius, Bp., 1924 k.
- Netocska; ford. Szabó Endre, bev. N. Apáti Jolán; Révai, Bp., 1925 (Dosztojevszkij összes munkái)
- Fehér éjszakák; ford. Szabó Endre, bev. Juhász Andor; Révai, Bp., 1925 (Dosztojevszkij összes munkái)
- A féltékeny férj; ford. Trócsányi Zoltán; Genius, Bp., 1925 (A regényírás művészei)
- Netocska Nezvanova; ford. Szabó Endre; Franklin, Bp., 1925 (Külföldi regényírók)
- Az örök férj; ford. Szabó Endre, bev. N. Apáti Jolán; Révai, Bp., 1925 (Dosztojevszkij összes munkái)
- Dostoevskij: Netocka Nezvanova; ford. Szabó Endre; Franklin, Bp., 1925 (Külföldi írók)
- Karácsonyfa és esküvő; ford. Trócsányi Zoltán; Genius, Bp., 1925 (A regényírás művészei)
- Dosztojevszkij levelei a börtönből; ford., bev. Sándor Pál; Európa Könyvtár, Wien, 1926 (Európa könyvtár)
- A szelíd asszony. Fantasztikus elbeszélés; ford. Kiss Dezső; Lampel, Bp., 1927 (Magyar könyvtár)
- Szegény emberek. Regény, 1–2.; ford. Moly Tamás; Tolnai, Bp., 1927 (Tolnai regénytára)
- A nagyváros homályából; ford. Szabó Endre, bev. Munkácsy Mihály; Révai, Bp., 1927 (Dosztojevszkij összes munkái)
- A félkegyelmű, 1–2.; Otthon, Bp., 1928 (Az Otthon könyvei)
- Fehér éjszakák / A nagybácsi álma és egyéb elbeszélések. 1–2. köt.; ford. Szabó Endre, bev. Juhász Andor; Révai, Bp., 1929 (Dosztojevszkij összes munkái)
- A kamasz, 1–2.; ford. Szabó Endre, bev. Ritoók Emma; Révai, Bp., 1929
- A kis hős és egyéb elbeszélések; ford. Munkácsy Mihály; Révai, Bp., 1929 (Dosztojevszkij összes munkái)
- A játékos; ford. Kovács Dénes; Viktória Ny., Bp., 1929 (Viktória könyvek)
- A játékos. Regény, 1–2.; ford. Moly Tamás; Tolnai, Bp., 1929 (Tolnai regénytára)
- Bűn és bűnhődés, 1–3.; ford. Szabó Endre, bev. N. Apáti Jolán; Révai, Bp., 1929
- A félkegyelmű, 1–4.; ford. Szabó Endre, bev. Kuncz Aladár; Révai, Bp., 1929
- Az örök férj; ford. Szabó Endre; Révai, Bp., 1929
- Sztavrogin Miklós gyónása; ford. Szabó Endre; Révai, Bp., 1929
- Bűn és bűnhődés; ford. Görög Imre; Az Est–Pesti Napló, Bp., 193? (Filléres klasszikus regények)
- Egy játékos naplója / A szelíd asszony; ford. Szabó Endre, Kiss Dezső, bev. Szémán István; Franklin, Bp., 1930 (Élő könyvek. Külföldi klasszikusok)
- Bűn és bűnhődés. Raszkolnyikov; ford. Benamy Sándor; Epocha, Bp., 1942
- Ördögök. Regény, 1–2.; ford. Dancs Pál, bev. Horváth Zoltán; Általános Ny., Bp., 1943 (Grill klasszikus regényei)
  - (Ördöngősök, Megmételyezettek címen is)
- Április elseje; Soóky, Bp., 1943
- A főinkvizítor; Siményi, Bp., 1943
- Váratlan tőkepénzes; Soóky, Bp., 1944
- A becsületes tolvaj; Fónagy, Bp., 1944

### 1945–1989
- Fehér éjszakák; Új Idők, Bp., 1947 (A világirodalom dekameronja)
- Szegény emberek; ford. Devecseriné Guthi Erzsébet; Az Orosz Könyv, Bukarest, 1956
- Fehér éjszakák; ford. Devecseriné Guthi Erzsébet, utószó Bóka László; Új Magyar Kiadó, Bp., 1956 (Orosz remekírók)
- Feljegyzések a holtak házából / Nyetocska Nyezvanova / A nagybácsi álma; ford. Szabó Endre, Devecseriné Guthi Erzsébet; Európa, Bp., 1957
- A kis hős; ford. Institoris Irén; Európa, Bp., 1958
- Bűn és bűnhődés. Regény, 1–3.; ford. Görög Imre, Beke Margit, utószó Kárpáti Aurél; Szépirodalmi, Bp., 1958
- A Karamazov-testvérek. Regény, 1–2.; ford. Institoris Irén, bev. Sőtér István; Európa, Bp., 1959 (A világirodalom klasszikusai)
- A kamasz. Regény; ford. Szőllősy Klára, utószó Bóka László; Európa, Bp., 1960 (Orosz remekírók)
- A félkegyelmű; ford. Makai Imre, utószó Török Endre, jegyz. Scher Vera; Magyar Helikon, Bp., 1960 (Helikon klasszikusok)
- Megalázottak és megszomorítottak; ford. Institoris Irén; Európa, Bp., 1963
- Két férfi az ágy alatt. Bohózat; Dosztojevszkij elbeszélése nyomán Láng György, rend., utószó Ardó Mária, díszlettervek Ambrózy Iván; Gondolat, Bp., 1963 (Játékszín)
- A játékos. Válogatott elbeszélések; ford. Devecseriné Guthy Erzsébet, Makai Imre, utószó Fehér Ferenc; Magyar Helikon, Bp., 1963
- Kisregények és elbeszélések, 1–2.; ford. Devecseriné Guthi Erzsébet et al.; Európa, Bp., 1965
- Szántó Armand–Szécsén Mihály: Két férfi az ágy alatt. Szatíra; Dosztoevszkij elbeszélése nyomán; Diliza, Bratislava, 1968
- Feljegyzések a holtak házából; ford. Wessely László, utószó Bakcsi György; Európa, Bp., 1968
- A Karamazov testvérek, 1–2.; ford. Makai Imre; Magyar Helikon, Bp., 1971
- A hasonmás. Pétervári történet; ford. Grigássy Éva; Magyar Helikon–Európa, Bp., 1974
- Ördögök. Regény, 1–2.; ford. Makai Imre, jegyz. Bakcsi György, utószó Molnár Gusztáv; Kriterion, Bukarest, 1975 (Horizont könyvek)
  - (Ördöngősök, Megmételyezettek címen is)
- A szelíd teremtés. Kisregények; ford. Devecseriné Guthi Erzsébet, Makai Imre, utószó Bakcsi György; Európa, Bp., 1975 (A világirodalom remekei)
- Császár István: Istvánfalva. Játék három részben. F. M. Dosztojevszkij Sztyepancsikovo lakosai című regénye alapján; NPI, Bp., 1978 (Színjátszók kiskönyvtára)
- Szegény emberek. Négy pódiumjáték / A. P. Csehov: Kokukk; pódiumszínpadra alkalmazta Bucz Hunor / A. P. Csehov: Felfordulás; színpadra alkalmazta Kerényi Gábor Miklós / Francisc Munteanu: Az ég a harmadik emeleten kezdődik; pódiumszínpadra alkalmazta Tatár Eszter / F. M. Dosztojevszkij: Szegény emberek; színpadra alkalmazta Gosztonyi János; NPI, Bp., 1978 (Színjátszók kiskönyvtára)
- Egy nevetséges ember álma. Kisregények / Feljegyzések az egérlyukból / A játékos / Örök férj; ford. Devecseriné Guthi Erzsébet, Makai Imre, utószó Bakcsi György; Európa, Bp., 1980
- A művészetről. Naplójegyzetek, levelek, töredékek; vál., bev., jegyz. Kovács Albert; Kriterion, Bukarest, 1980 (Téka)
- Bűn és bűnhődés; ford. Vári Erzsébet; Jelenkor, Pécs, 2004

### Dosztojevszkij művei(1970–1973)
- Dosztojevszkij művei, 1–10.; szerk. Radványi Ervin; Magyar Helikon–Európa, Bp., 1970–1973 
  - 1. Bűn és bűnhődés; ford. Görög Imre, G. Beke Margit; 1970
  - 2. Megalázottak és megszomorítottak; ford. Institoris Irén / Feljegyzések a holtak házából; ford. Wessely László; 1970
  - 3. A félkegyelmű; ford. Makai Imre; 1970
  - 4. A kamasz; ford. Szőllősy Klára; 1971
  - 5/1–2. A Karamazov testvérek; ford. Makai Imre; 1971
  - 6. Ördögök; ford. Makai Imre; 1972
  - 7. Tanulmányok, levelek, vallomások; vál. Bakcsi György, ford. G. Lányi Márta et al.; 1972
  - 8/1–2. Elbeszélések és kisregények; ford. Devecseriné Guthi Erzsébet, Grigássy Éva, Makai Imre; 1973